# Paper Dolls
 (mai 2012).
Si vous disposez d'ouvrages ou d'articles de référence ou si vous connaissez des sites web de qualité traitant du thème abordé ici, merci de compléter l'article en donnant les références utiles à sa vérifiabilité et en les liant à la section « Notes et références ».
Paper Dolls est un feuilleton télévisé américain composé d'un téléfilm de 90 minutes (1982) et d'une courte série télévisée (1984) reprenant la même histoire. Il a été originellement diffusé le 24 mai 1982 puis à partir du 23 septembre 1984 sur le réseau ABC.
En France, le téléfilm est diffusé sur La Cinq vers la fin des années 1980 (sous le titre "Des Poupées de magazine"). La série télévisée, bien que doublée par des comédiens français, n'est pas proposée sur une chaîne de télévision française. Elle est néanmoins diffusée sur TMC dans les années 1990.

## Synopsis

### Le téléfilm (1982)
Régine (Racine dans la version originale) dirige une agence de mannequinat dont le mannequin vedette est Karine Blake (Taryn dans la version originale). Mais celle-ci est très capricieuse et Régine songe à la remplacer par Laurie Caswell, une jeune fille très prometteuse…

### La série (1984)
L'histoire est la même que celle du téléfilm. D'autres personnages inédits font cependant leur apparition.

## Fiche technique
- Titre original : Paper Dolls
- Titre français : Des poupées de magazine (téléfilm) et Paper Dolls (série télévisée)
- Réalisation : divers
- Scénario : Leah Markus et Jennifer Miller
- Direction artistique : James J. Agazzi
- Costumes : Judy Truchan et Ron Talsky
- Photographie : John C. Flinn III et James A. Contner
- Musique originale : Mark Snow
- Production : Michael Laurence, Hal McElroy et Tim Sanders
- Société de production : MGM
- Pays : États-Unis
- Langue : anglais
- Format : Couleurs - 45 mm
- Dates de diffusion : (États-Unis) 24 mai 1982 (téléfilm), 23 septembre 1984 (série)

## Distribution
| Le téléfilm (1982) - Joan Collins (VF : Michèle Bardollet) : Racine (Régine en VF) - Joan Hackett (VF : Anne Kerylen) : Julia Blake - Jennifer Warren (VF : Arlette Thomas) : Dinah Caswell - Daryl Hannah (VF : Catherine Lafond) : Taryn Blake (Karine en VF) - Alexandra Paul (VF : Aurélia Bruno) : Laurie Caswell - Marc Singer (VF : Jean Roche) : Wesley Miles - Antonio Fargas (VF : Albert Augier) : Oliver - Craig T. Nelson (VF : Philippe Ogouz) : Michael Caswell | La série (1984) - Morgan Fairchild (VF : Sylvie Moreau) : Racine - Brenda Vaccaro : Julia Blake - Jennifer Warren (VF : Monique Nevers) : Dinah Caswell - Nicollette Sheridan (VF : Patricia Legrand) : Taryn Blake (Karine en VF) - Terry Farrell (VF : Malvina Germain) : Laurie Caswell - Lloyd Bridges (VF : Jean Berger) : Grant Harper - Dack Rambo (VF : Gilles Guillot) : Wesley Harper - Mimi Rogers (VF : Juliette Degenne) : Blair Fenton-Harper (Marlène Fenton-Harper en VF) - Nancy Olson (VF : Nelly Vignon) : Marjorie Harper - John Bennett Perry (VF : Bernard Métraux) : Michael Caswell - Richard Beymer (VF : Philippe Catoire) : David Fenton - Anne Schedeen (VF : Ninou Fratellini) : Sara Frank - Lauren Hutton : Colette Ferrier - Jonathan Frakes : Sandy Parris - Roscoe Born (VF : Jérôme Keen puis Hervé Bellon) : Mark Bailey - Don Bowron (VF : Maurice Decoster) : Chris York - John Waite : lui-même - Larry Linville : Grayson Carr |